# Бэйли, Джош
Джош Бэйли (англ. Josh Bailey; 2 октября 1989, Боуменвилл, Онтарио, Канада) — канадский профессиональный хоккеист, правый нападающий клуба НХЛ «Нью-Йорк Айлендерс».

## Карьера
Бэйли начинал свою юношескую карьеру в OHL, где его выбрал на входящем драфте лиги в 1-м раунде клуб «Оуэн-Саунд Аттак». В сезоне 2006/2007 Джош был обменян в клуб «Уинсор Спитфайрз».
На драфте НХЛ 2008 года Джош был выбран в 1-м раунде под общим 9-м номером клубом НХЛ «Нью-Йорк Айлендерс». 2 октября 2008 года, в свой день рождения, Бэйли подписал с «Айлендерс» трёхлетний контракт новичка на 900 тыс. долларов.
7 октября 2008 года тренерский штаб «Айлендерс» объявил о том, что Бэйли начнёт сезон в основной команде, но его дебют в НХЛ задержался в связи с травмой, которую Джош получил в предсезонной игре. Свою первую шайбу в профессиональной карьере НХЛ Бэйли забросил 2 января 2009 года в ворота Ильи Брызгалова из клуба «Финикс Койотис».
После сильного старта в сезоне 2010/2011 Бэйли получил травму. По возвращении в строй Джош не набирал очков 13 матчей подряд и был отправлен в фарм-клуб «островитян», команду АХЛ «Бриджпорт Саунд Тайгерс», где сыграл 11 матчей, в которых набрал 17 очков.
Во время локаута НХЛ в сезоне 2012/2013 Бэйли играл за команду второй немецкой лиги «Битигхайм-Биссинген», где набрал 11 очков в 6 матчах.
13 июля 2013 года Джош подписал контракт с «Айлендерс» на 5 лет и 16,5 млн долларов.
14 декабря 2017 года Бэйли сделал первый хет-трик в карьере НХЛ в матче против «Коламбус Блю Джекетс», несмотря на это, «Айлендерс» потерпели поражение со счётом 4:6. 10 января 2018 года Джоша пригласили на матч всех звёзд НХЛ 2018. 23 февраля 2018 года Бэйли продлил контракт с «островитянами» ещё на 6 лет.
28 октября 2022 года провёл свой 1000-й матч в регулярных сезонах НХЛ, став 372-м хоккеистом, достигшим этой отметки.

## Статистика
| Легенда | Легенда                    | Легенда | Легенда                   | Легенда | Легенда    |
| ------- | -------------------------- | ------- | ------------------------- | ------- | ---------- |
| И       | Количество проведённых игр | Штр     | Штрафное время            | +/−     | Плюс-минус |
| Г       | Голы                       | П       | Голевые передачи          | О       | Очки       |
| -       | Статистика неизвестна      | —       | Статистика не учитывалась |         |            |